# KwaDukuza
KwaDukuza (officieel The KwaDukuza Local Municipality), voorheen Stanger is een stad en gemeente in het Zuid-Afrikaanse district iLembe.
KwaDukuza ligt in de provincie KwaZoeloe-Natal en telt 231.187 inwoners.

## Hoofdplaatsen
Het nationaal instituut voor de statistiek, Stats SA, deelt sinds de census 2011 deze gemeente in in 44 zogenaamde hoofdplaatsen (main place):
Alexia, Anmaharai, Ballito, Blythedale Beach, Chris Hani, Darnall, Dendethu, Doornkop, Driefontein, Ematendeni, Eradamishini, Etete, Ethafeni, Ezingaganeni, Groutville, Hanguza, Honolulu, KwaDukuza NU, Lloyd, Malende, Mdlebeni, Memory, Mnsonono, Mnyomawini, Mzwangetwa, Njekane, Nkobongo, Nkunkwini, Nonoti, Ntabaningi, Ntsangwini, Prince's Grant, Royal Palm Estate, Salt Rock, Samungu, Sans Souci, Shakaskraal, Sheffield Beach, Stanger, Thembeni, Tinley Manor Beach, UCC Informal, Umhlali, Zinkwazi Beach.